# Zuzka Bebarová-Rujbrová
Zuzka Bebarová-Rujbrová, též Zuzka Rujbrová, (* 13. ledna 1951 Jičín) je česká komunistická politička, v letech 1994 až 2010 zastupitelka města Blansko a v letech 1996 až 2017 poslankyně Poslanecké sněmovny.

## Biografie
Vystudovala Právnickou fakulta UJEP v Brně a poté pracovala v justici komunistického režimu. V letech 1974 až 1981 u Městského soudu v Brně (nejprve jako justiční čekatelka, pak v letech 1975–1981 na pozici předsedkyně soudního senátu), v letech 1981 až 1992 jako předsedkyně senátu Okresního soudu Blansko. Od roku 1992 je advokátka (výkon advokátní praxe ovšem z důvodů parlamentní kariéry pozastaven).
Ve volbách v roce 1996 byla zvolena do poslanecké sněmovny za KSČM (volební obvod Jihomoravský kraj). Mandát ve sněmovně obhájila ve volbách v roce 1998, volbách v roce 2002, volbách v roce 2006, volbách v roce 2010 a volbách v roce 2013. V letech 1996-2000 byla členkou ústavněprávního výboru, pak v letech 2000–2002 členkou výboru pro veřejnou správu, regionální rozvoj a životní prostředí. V období let 2002–2006 byla členkou výboru mandátového a imunitního a v letech 2002–2010 předsedkyní petičního výboru sněmovny. Dále působila v letech 2006–2010 a znovu po volbách v roce 2010 coby členka bezpečnostního výboru. V letech 1996–2002 zastávala post místopředsedkyně poslaneckého klubu KSČM. V prosinci 2013 se stala předsedkyní sněmovního petičního výboru.
V letech 1999 až 2004 zastávala post místopředsedkyně ÚV KSČM. V senátních volbách roku 2004 neúspěšně kandidovala do senátu na Blanensku. V 1. kole získala 23 % hlasů a postoupila do 2. kola, kde ji porazil a senátorem se stal Vlastimil Sehnal z ODS.
Dlouhodobě se angažovala v komunální politice. V komunálních volbách roku 1994, 1998, 2002 a 2006 byla zvolena za KSČM do zastupitelstva města Blansko, jehož členem byla do roku 2010.
Ve stínové vládě KSČM spravovala průřezový resort legislativy a lidských práv. Ve volbách do Poslanecké sněmovny PČR v roce 2017 již nekandidovala.
Je vdova, má jednu dceru.